# Gujarat
Gujarat (Gujarati: ગુજરાત) is een deelstaat van India. Het ligt in het westen van het land en beslaat 6% van de totale Indiase landoppervlakte. Qua bevolking is het met 60.383.628 (2011) inwoners de negende van India. De hoofdstad is Gandhinagar, maar de grootste stad is Ahmedabad, dat tot 1970 de hoofdstad was.

## Geografie
Gujarat grenst in het noordwesten aan Pakistan (provincie Sindh), in het noordoosten aan Rajasthan, in het oosten aan Madhya Pradesh, in het zuidoosten aan Maharashtra en in het zuidwesten aan de Arabische Zee. Verder grenst het in het zuiden en zuidoosten ook nog aan de kleine gebieden Dadra en Nagar Haveli en Daman en Diu, die samen een unieterritorium vormen. Gujarat heeft een kustlijn van zo'n 1600 km, wat de langste kustlijn is van alle Indiase staten.
In het noordwesten ligt de zoutvlakte en het seizoensgebonden moerasgebied van de Rann van Kutch, onderdeel van de Tharwoestijn. In het zuidwesten, tussen de Golf van Kutch en de Golf van Khambhat, ligt het schiereiland Kathiawar.
De belangrijkste rivieren zijn de Sabarmati, de Mahi en de Narmada.

### Steden
Naast de grootste stad Ahmedabad en de hoofdstad Gandhinagar bevinden zich in Gujarat de volgende grote steden:
- Vadodara (Baroda)
- Bhavnagar
- Jamnagar
- Kandla
- Rajkot
- Surat

## Bestuurlijke indeling
Gujarat is bestuurlijk onderverdeeld in 33 districten. Hieronder volgt een lijst van de huidige districten:
| - Ahmedabad - Amreli - Anand - Aravalli - Banaskantha - Bharuch - Bhavnagar - Botad - Chhota Udaipur - Dahod - Dang - Devbhoomi Dwarka - Gandhinagar - Gir Somnath - Jamnagar - Junagadh - Kheda |  | - Kutch - Mahisagar - Mehsana - Morbi - Narmada - Navsari - Panchmahal - Patan - Porbandar - Rajkot - Sabarkantha - Surat - Surendranagar - Tapi - Vadodara - Valsad |  |  |

## Geschiedenis

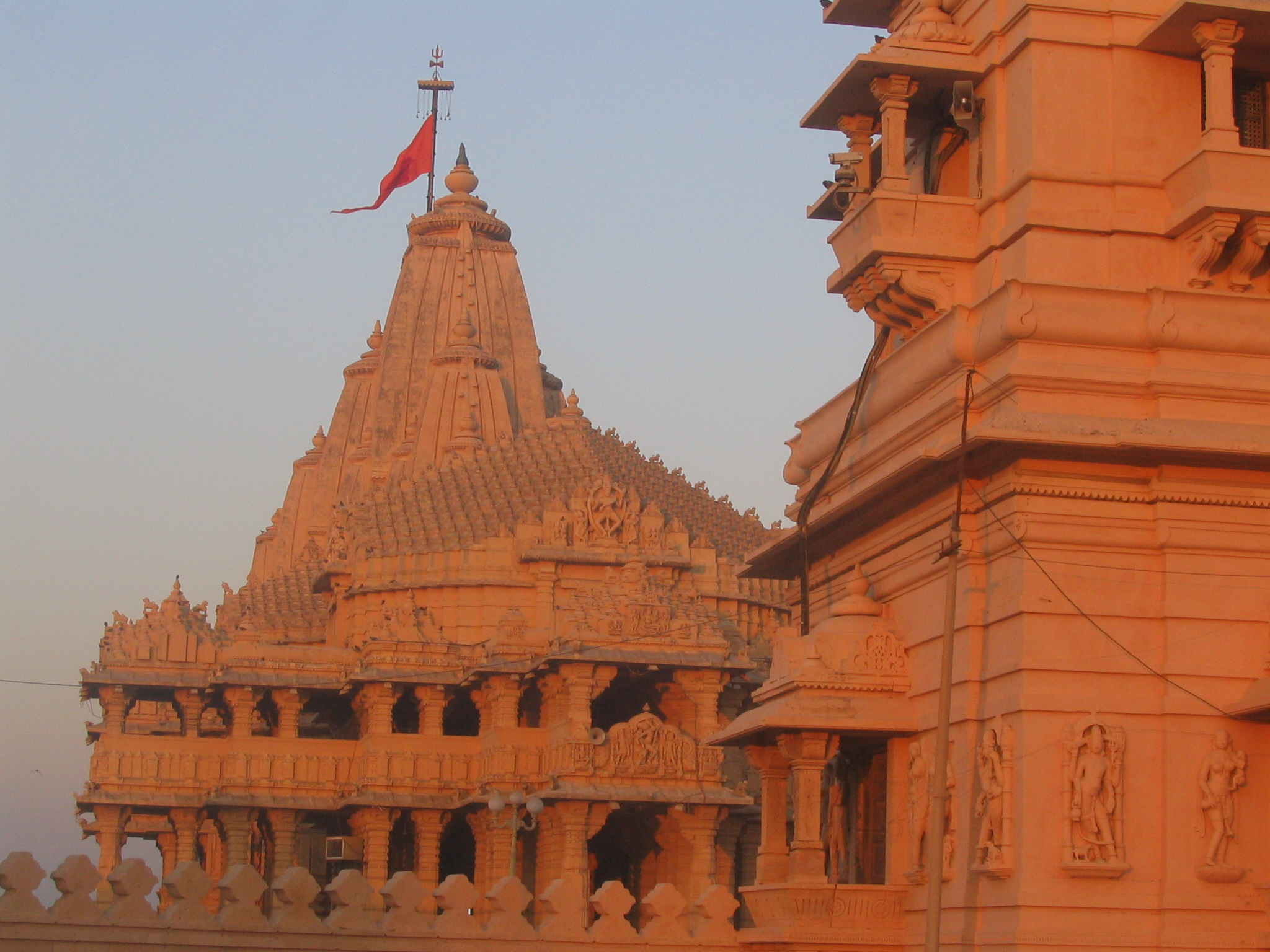
De tempel van Somnath werd gedurende de geschiedenis vanwege zijn rijkdom zesmaal geplunderd en verwoest, om daarna weer te worden opgebouwd.

Gujarat lag sinds de oudheid op de handelsroutes van India naar Arabië, het Midden-Oosten en Europa. Ten tijde van de Harappabeschaving (2100 - 1700 v.Chr.) lagen in het gebied enkele belangrijke steden, zoals Lothal, Dholavira en Gola Dhoro. Vanuit het gebied werd handel gedreven met Soemerië. De Griekse Periplus van de Erythreïsche Zee, een uit de eerste eeuw stammende aanwijzing voor zeevaarders, noemt verschillende havensteden in het gebied, waaronder Barigaza (Bharuch).
Verschillende dynastieën lijfden Gujarat in bij hun rijk. De Mauryakeizer Asoka (3e eeuw v.Chr.) liet bij Girnar een van zijn beroemde edicten in de rots beitelen. Aan het begin van de westerse jaartelling werd Gujarat binnengevallen door Indo-Grieken en Indo-Scythen, die zich er vestigden. De Westelijke Satrapen, een Indo-Scythische dynastie, regeerde het gebied tot het rond 400 n.Chr. werd veroverd door de Gupta's. Met het ineenstorten van het Guptarijk werden de lokale bestuurders van de Maitrakadynastie zelfstandig, zij regeerden van de 5e tot de 8e eeuw. In deze periode moet Gujarat een belangrijk centrum voor het jainisme zijn geweest, getuige het feit dat tweemaal een concilie in Valabhi werd gehouden.

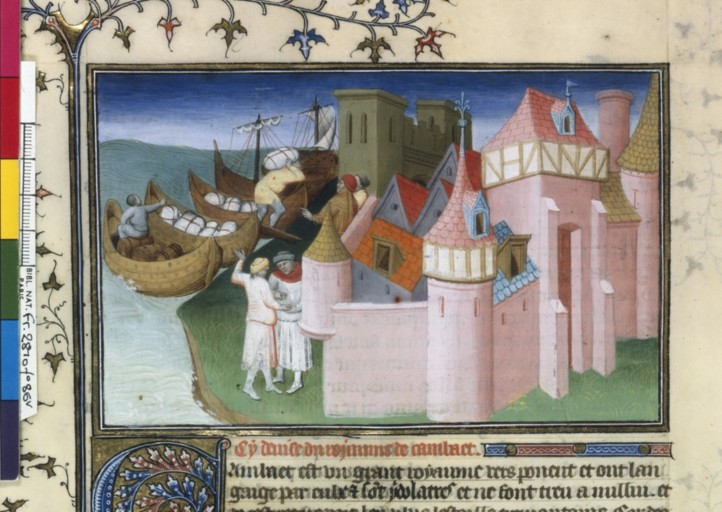
De haven van Cambay (Khambhat), illustratie in het verslag van Marco Polo. Marco Polo bezocht de stad waarschijnlijk in 1293.

De Arabieren veroverden in 722 het naburige Sindh maar ondanks Arabische rooftochten bleef Gujarat onder lokale, hindoeïstische heersers staan, de Solanki's. Deze werden kortstondig onderworpen door de Rashtrakuta's en Pratihara's, maar in beide gevallen was de inlijving geen lang leven beschoren. In de 11e eeuw namen de invallen van islamitische strijders toe, ditmaal uit Centraal-Azië. In 1024 plunderde de Afghaanse veroveraar Mahmud van Ghazni de tempel van Somnath. Het duurde echter tot het begin van de 14e eeuw voor Gujarat onder islamitisch gezag kwam te staan, toen Alauddin Khalji het gebied bij het Sultanaat van Delhi voegde. Na de val van Delhi in 1398 ontstond een onafhankelijk Sultanaat Gujarat. De sultans waren intolerant tegenover de religie van hun onderdanen, zij lieten tempels verwoesten en legden de "ongelovigen" de speciale belasting voor niet-moslims (jizya) op.
Ondertussen hadden de Portugezen het gebied ontdekt op zoek naar specerijen. In de zeeslag bij Diu van 1509 versloegen ze een gecombineerde Arabisch-Indische vloot om zo de controle over de handelsroute naar India te verkrijgen. Diu werd een Portugese handelspost en vesting, van waaruit geregeld gewapende conflicten met de sultans gevoerd werden. Bharuch verloor in deze tijd zijn positie van belangrijkste handelshaven aan Cambay (Khambhat). De Britse East India Company stichtte in 1614 een handelspost te Surat.

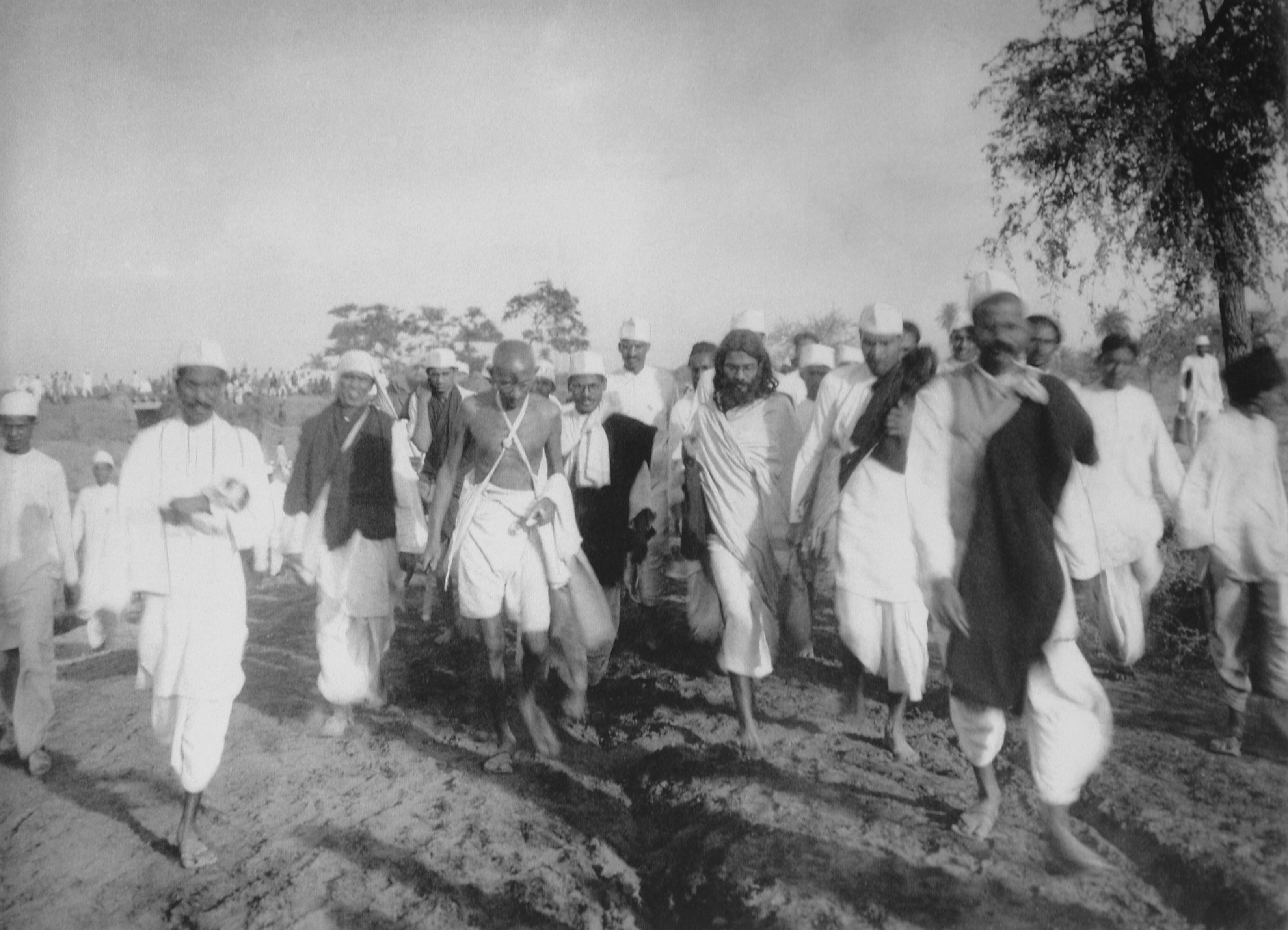
Mohandas Gandhi tijdens de zoutmars van 1930, een protestmars tegen de economische politiek van de Britse machthebbers.

De onafhankelijkheid van Gujarat kwam ten einde toen de Mogols Gujarat veroverden in 1573. Onder de Mogols kregen de Portugezen en Britten handelsrechten in ruil voor de levering van wapens, met name musketten en kanonnen. Hoewel de handel bloeide kwamen ook vreselijke hongersnoden voor. In de 18e eeuw verdreven de Maratha's de Mogols om Gujarat aan hun rijk toe te voegen. Marathaleider Shivaji plunderde Surat, dat was uitgegroeid tot de belangrijkste havenstad van de Mogols, tot driemaal toe. Het gevoel van onveiligheid maakte dat de handelaren naar Bombay (Mumbai) vertrokken, een Britse kolonie verder naar het zuiden. Tijdens de Tweede Anglo-Maratha Oorlog (1802-1803) veroverden de Britten Gujarat op de Maratha's.
In de Britse tijd was het grootste deel van Gujarat opgedeeld in prinsenstaatjes. De rest werd bestuurd onder de Bombay Presidency. De koloniale overheersers verbeterden de industrie en infrastructuur. Ahmedabad werd een belangrijk spoorknooppunt tussen het noorden en zuiden van India. Aan het begin van de 20e eeuw werd het ook een centrum voor de onafhankelijkheidsbeweging. Mohandas Gandhi stichtte bij Ahmedabad zijn Sabarmati Ashram en Gujarat vormde het beginpunt van zijn beroemde zoutmars.
De huidige deelstaat werd gesticht op 1 mei 1960 bij de opdeling van de deelstaat Bombay, hierbij vormden de noordwestelijke districten, waar overwegend Gujarati gesproken, de staat Gujarat. Zij ligt min of meer op de plaats van het 15e-eeuwse Sultanaat van Gujarat. De oude hoofdstad Ahmedabad werd in 1970 vervangen door het planmatig gebouwde regeringscentrum Gandhinagar.
In 2002 was Gujarat het toneel van hevige onlusten tussen hindoes en moslims. De aanleiding was een treinbrand bij Godhra. De trein vervoerde voornamelijk hindoe-pelgrims, onder wie 59 doden vielen. Nadat het gerucht verspreid was dat moslims de brand hadden aangestoken, richtten groepen hindoes moordpartijen aan in wijken waar veel moslims woonden. Meer dan 1000 moslims kwamen daarbij om het leven. Het late ingrijpen van de deelstaatregering zorgde voor veel kritiek. In opdracht van de federale regering onderzocht de gepensioneerde rechter Bannerjee het drama. Hij vond geen aanwijzingen voor brandstichting door moslims.

## Politiek
Het parlement van Gujarat, de Vidhan Sabha, telt 182 zetels. Verkiezingen vinden normaliter iedere vijf jaar plaats. Sinds 1998 wordt de staat bestuurd door de nationalistische hindoepartij Bharatiya Janata (BJP). Van 2001 tot 2014 werd de regering geleid door Narendra Modi, de latere minister-president van India. Sinds de algemene verkiezingen van december 2017 is de samenstelling van het parlement als volgt:
| Partij                           | Zetels | Verschil met 2012 |
| -------------------------------- | ------ | ----------------- |
| Bharatiya Janata-partij (BJP)    | 99     | -16               |
| Congrespartij (INC)              | 77     | +16               |
| Onafhankelijke kandidaten        | 3      | +2                |
| Bharatiya Tribal-partij (BTP)    | 2      | +2                |
| Nationalist Congress Party (NCP) | 1      | -1                |
| Janata Dal (United) (JD(U))      | 0      | -1                |
| Bahujan Samajpartij (BSP)        | 0      | -                 |

De BJP vormde na de verkiezingen een regering onder leiding van chief minister Vijay Rupani.

### Gouverneurs
De gouverneur is hoofd van de deelstaat en wordt voor een termijn van vijf jaar aangewezen door de president. De rol van de gouverneur is hoofdzakelijk ceremonieel en de echte uitvoerende macht ligt bij de ministerraad, met aan het hoofd de chief minister.

## Economie
- landbouwproducten: katoen, aardnoten en dadels
- Gujarat had eeuwenlang een leidende positie in de verbouw van Indigofera, de grondstof voor indigo, maar verloor deze eind 18e eeuw aan Bengalen.
- delfstoffen: aardolie

## Toerisme
De voornaamste toeristische trekpleisters van Gujarat zijn Palitana en Kutch. Ook het aangrenzende Diu is populair. In het Gir Forest National Park leven de laatste 359 Perzische leeuwen.

## Geboren
- Mahatma Gandhi (1869-1948); politicus, jurist en mensenrechtenverdediger
- Teesta Setalvad (1962); journalist, uitgever en mensenrechtenverdediger